# Zorg en Zekerheid Leiden
Lo Zorg en Zekerheid Leiden, noto anche come ZZ Leiden, è una società cestistica avente sede a Leida, nei Paesi Bassi. Fondata nel 1958, dal 2021 milita nel campionato belga-olandese BNXT League, del quale ha vinto le prime due edizioni.

## Palmarès
- Campionato olandese: 6

1977-1978, 2010-2011, 2012-2013, 2020-2021, 2022-2023, 2023-2024
- Coppa d'Olanda: 4

2010, 2012, 2019, 2023
- Supercoppa d'Olanda: 5

2011, 2012, 2021, 2023, 2024
- BNXT League: 2

2021-2022, 2022-2023

## Cestisti
- Sean Cunningham 2011-2014